# Герарди, Филиппо
Филиппо Герарди (итал. Filippo Gherardi; 1643, Лукка, Тоскана − 1704, Лукка) — итальянский живописец эпохи барокко. Известный также по прозванию «Санкашани» (Sancasciani).

## Биография
Филиппо родился в Лукке в 1643 году в семье художника Себастьяно Герарди. Учился живописи в отцовской мастерской, там же подружился с Джованни Коли, который был на семь лет моложе. Вместе они учились в мастерской Пьетро Паолини в Лукке. Вплоть до смерти Коли в 1681 году почти все произведения они создавали совместно, поэтому затруднительно разделить вклад того и другого и их индивидуальные стили.
Художники работали в Венеции и Риме, где Филиппо стал помощником Пьетро да Кортоны, часто тесно сотрудничая и с Джованни Коли. В Венеции Герарди копировал произведения Тициана и Веронезе. Там же Коли и Герарди завершили роспись купола церкви Сан-Никола-да-Толентино, расписали фресками библиотеку в монастыре Сан-Джорджо-Маджоре. Одним из шедевров Филиппо Герарди являются росписи свода галереи Палаццо Колонна в Риме, посвящённые участию членов семьи в битве с турками в 1571 году при Лепанто. Вместе с учеником Кристофоро Тондини Герарди расписывал свод церкви Сан-Панталео в Риме.

## Галерея

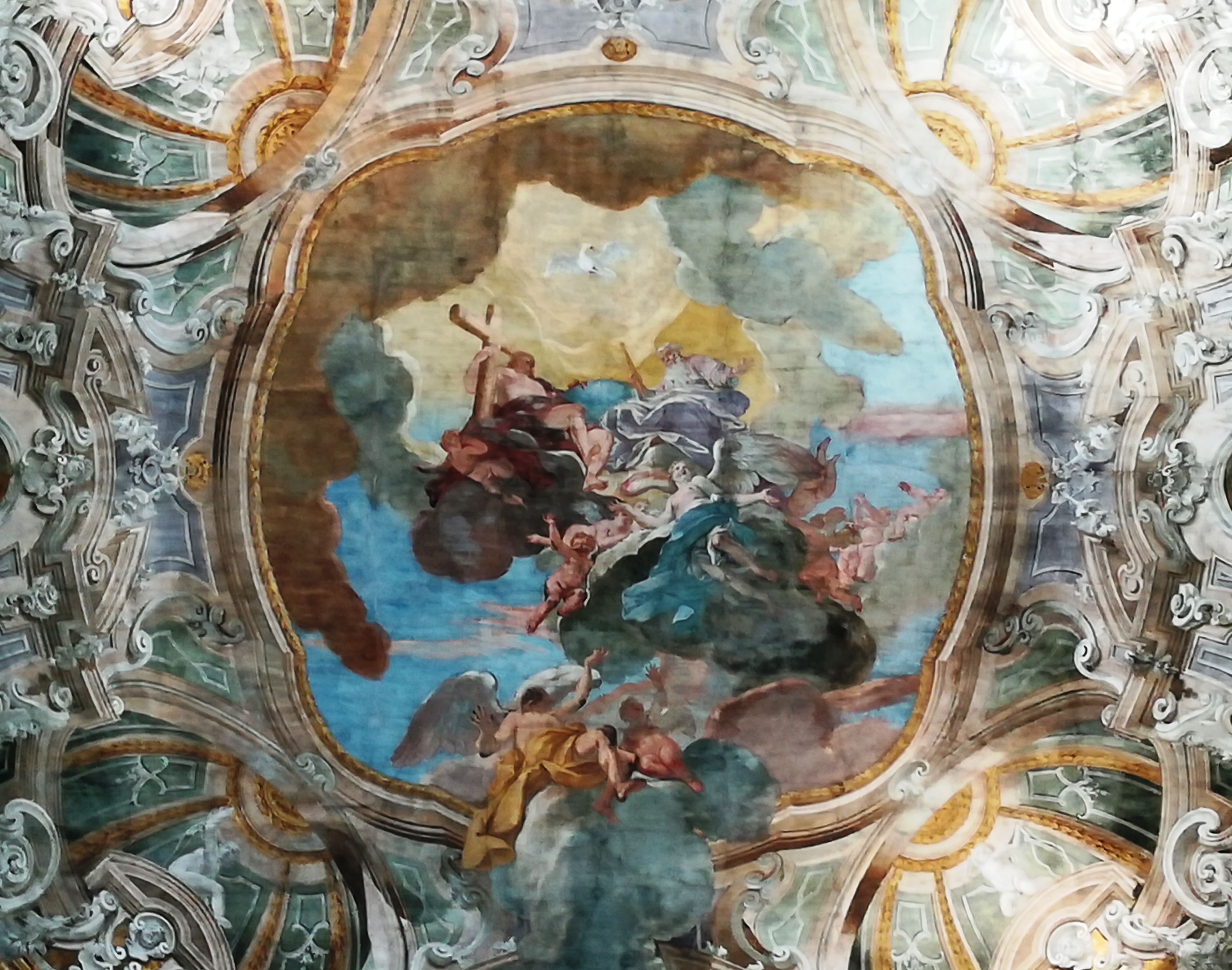
Слава Святого Гаэтана. Завершение фрески М. Бортолони. 1670–1672. Купол церкви  Сан-Никола-да-Толентино, Венеция
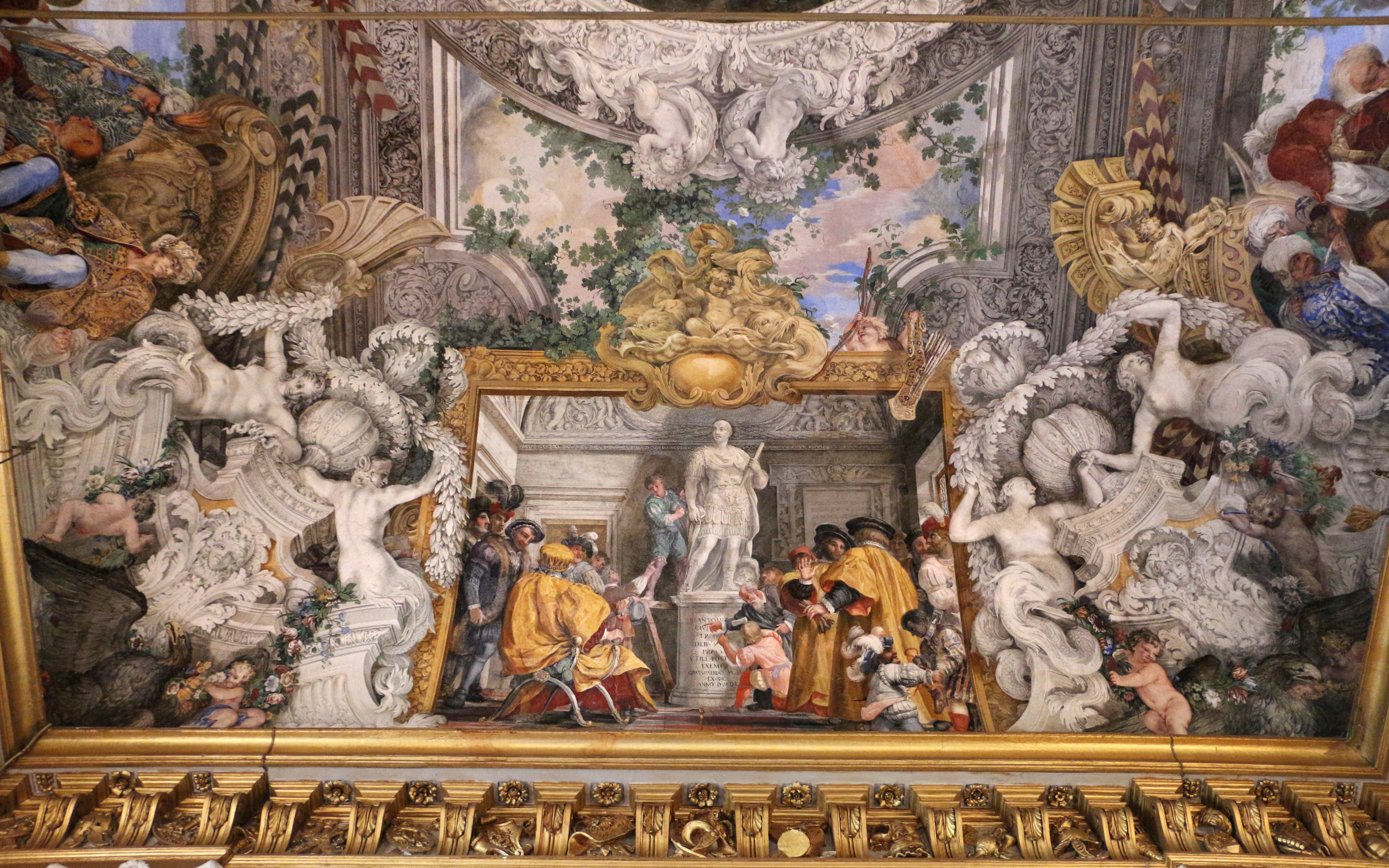
История битвы при Лепанто. 1675-1678. Роспись свода галереи Палаццо Колонна, Рим
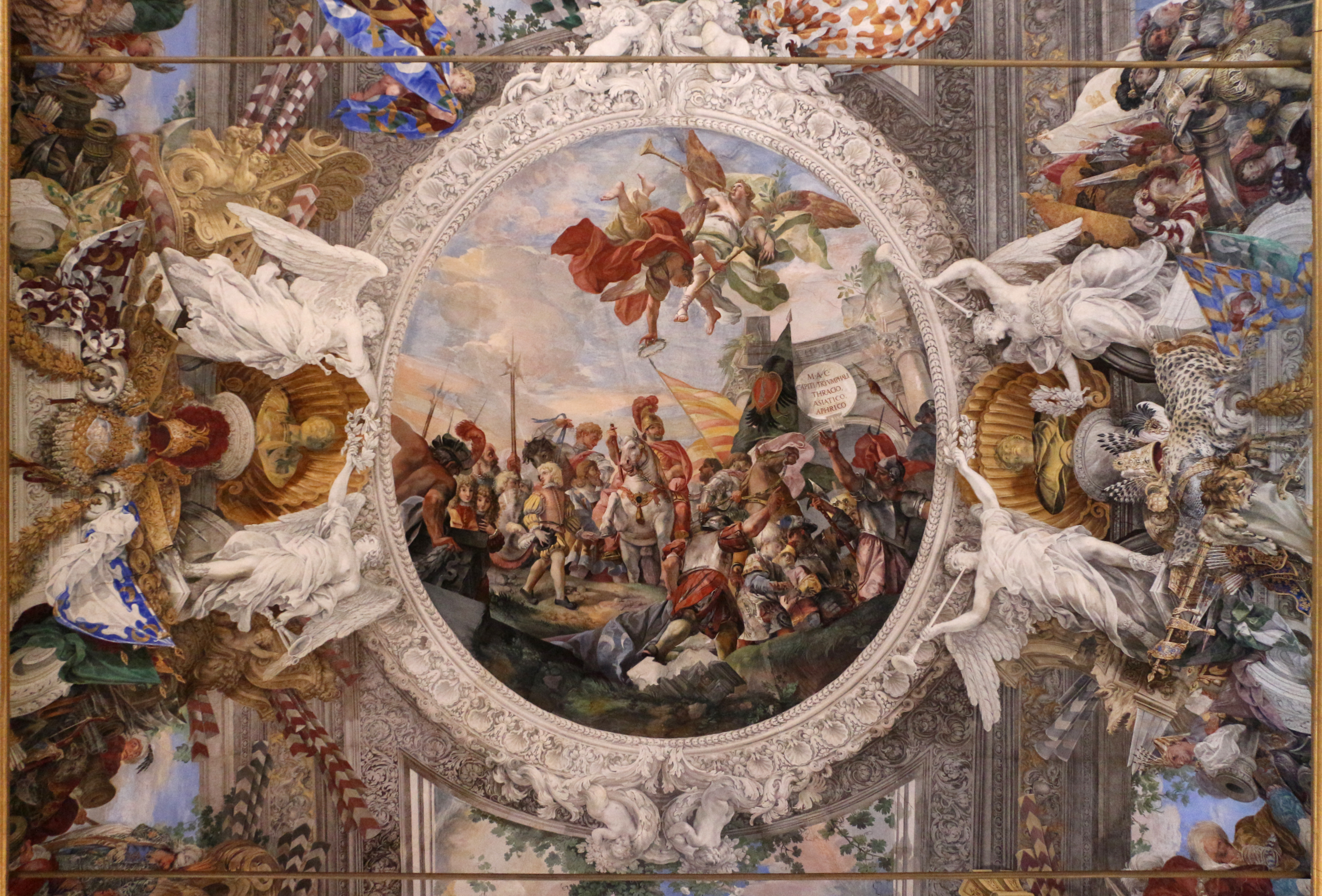
Центральная часть
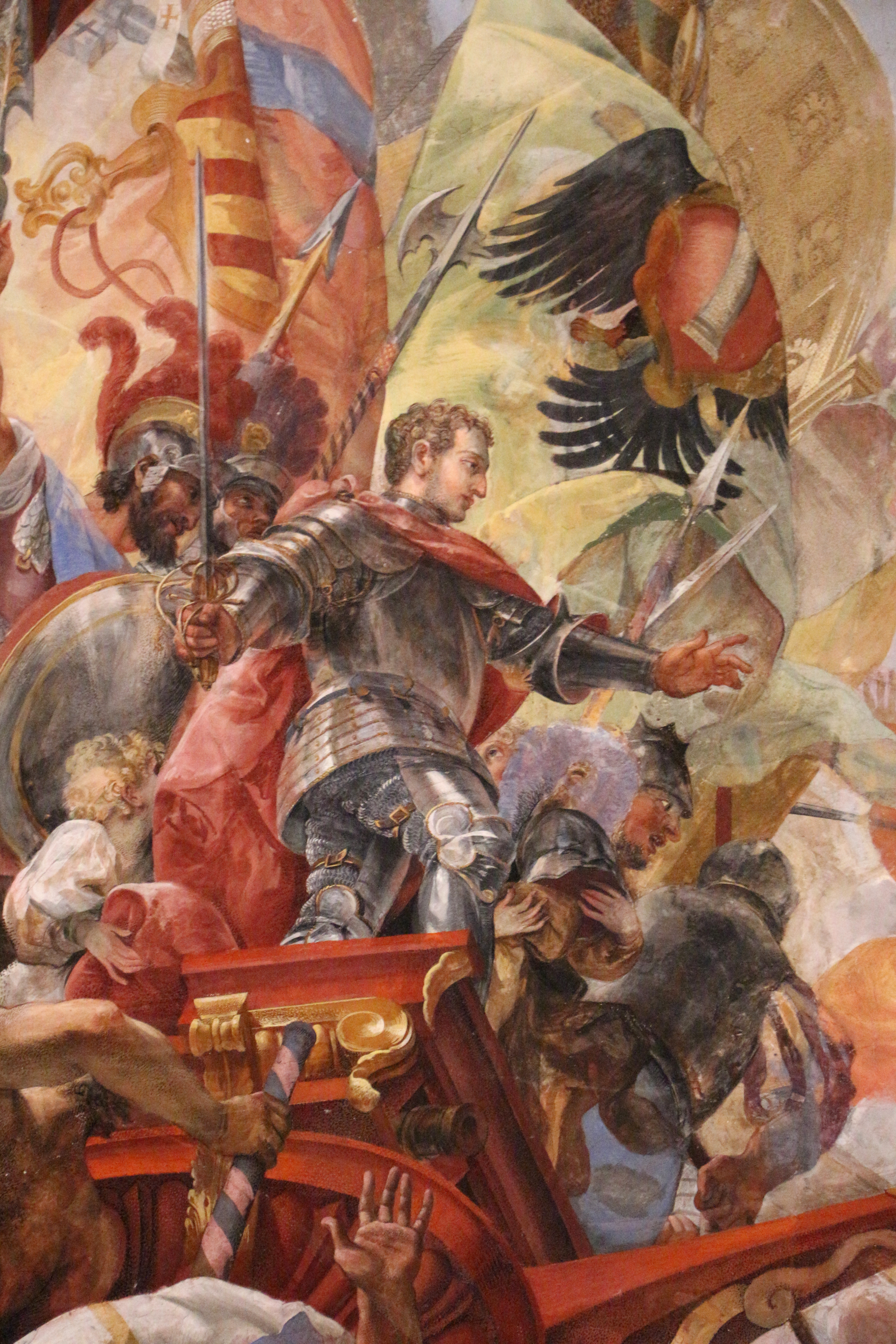
Деталь фрески
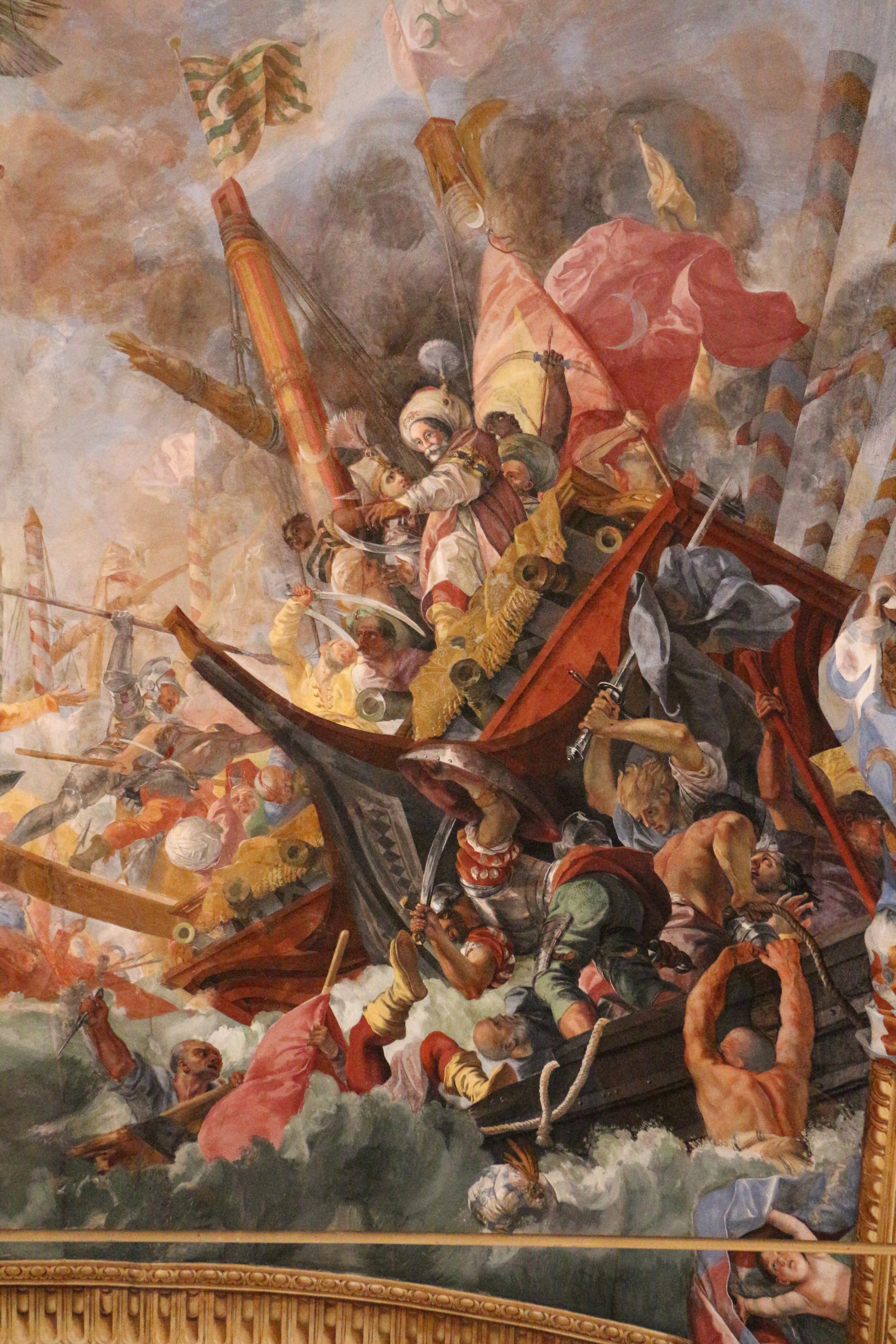
Деталь фрески
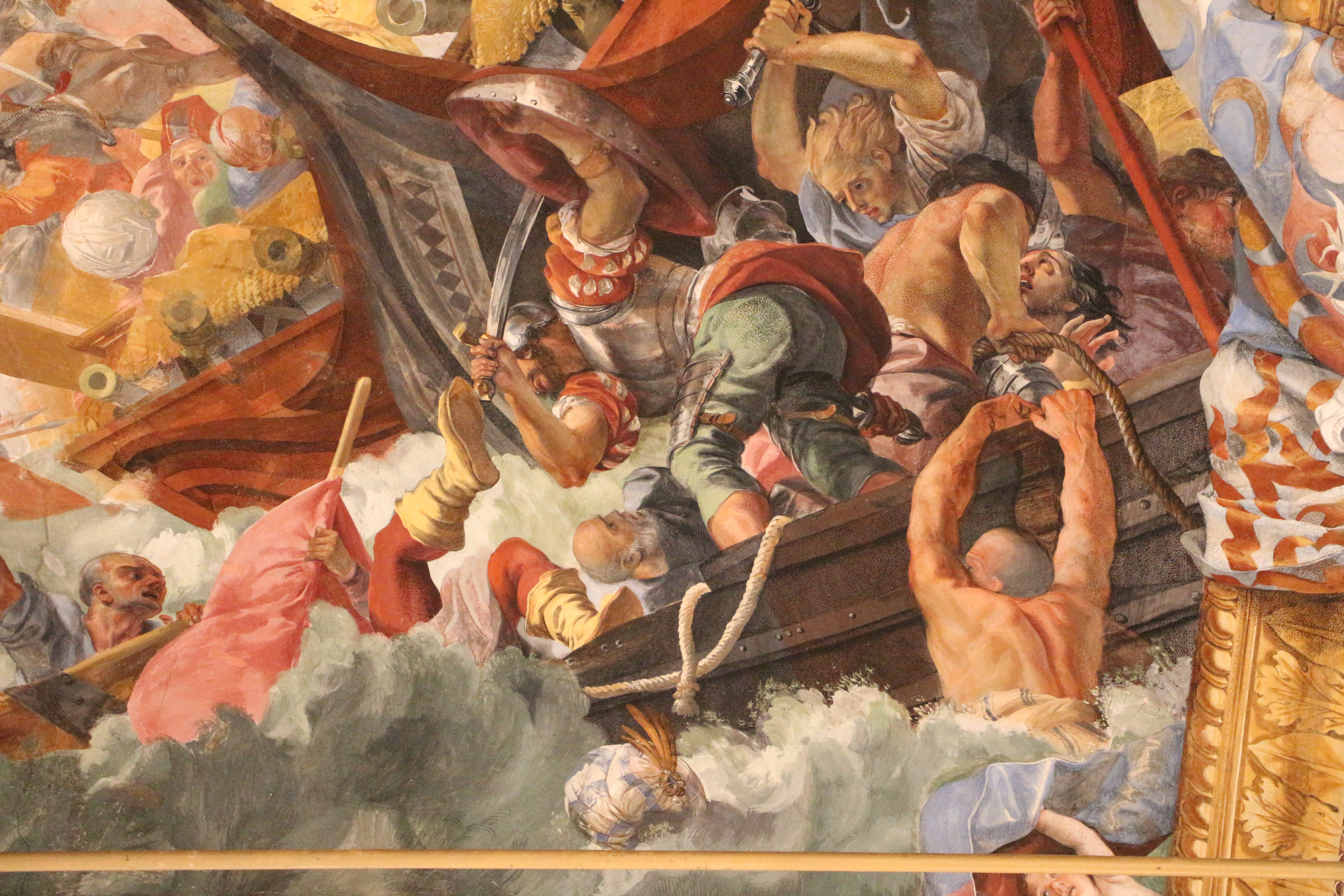
Деталь фрески